# Loha
Loha è una città dell'India di 20.135 abitanti, situata nel distretto di Nanded, nello stato federato del Maharashtra. In base al numero di abitanti la città rientra nella classe III (da 20.000 a 49.999 persone).

## Geografia fisica
La città è situata a 18° 57' 44 N e 77° 07' 51 E.

## Società

### Evoluzione demografica
Al censimento del 2001 la popolazione di Loha assommava a 20.135 persone, delle quali 10.387 maschi e 9.748 femmine. I bambini di età inferiore o uguale ai sei anni assommavano a 3.172, dei quali 1.666 maschi e 1.506 femmine. Infine, coloro che erano in grado di saper almeno leggere e scrivere erano 13.153, dei quali 7.766 maschi e 5.387 femmine.